# Віктор Крівой
Віктор Крівой (нар. 25 травня 1982) — колишній румунський тенісист.
Найвищу одиночну позицію світового рейтингу — 75 місце досяг 17 серпня 2009, парну — 300 місце — 30 квітня 2007 року.
Найвищим досягненням на турнірах Великого шолома було 2 коло в одиночному розряді.
Завершив кар'єру 2020 року.

## Фінали в одиночному розряді Туру ATP Челленджер
| Легенда (до/після 2009)                   |
| ----------------------------------------- |
| Турніри Великого шолома (0)               |
| Фінали Світового туру ATP (0)             |
| Серія Мастерс 1000 Світового Туру ATP (0) |
| Серія 500 Світового туру ATP (0)          |
| Серія 250 Світового туру ATP (0)          |
| Тур ATP Челленджер (1)                    |

| Титули за покриттям |
| ------------------- |
| Тверде (0)          |
| Трава (0)           |
| Ґрунт (1)           |
| Килим (0)           |

### Перемоги (1)
| Ранг | Дата           | Турнір           | Покриття | Суперник      | Рахунок         |
| ---- | -------------- | ---------------- | -------- | ------------- | --------------- |
| 1.   | 25 серпня 2008 | Манербіо, Італія | Ґрунт    | Крістоф Рохус | 7–6(12–10), 6–2 |

### Runners-ups (8)
| Ранг | Дата            | Турнір             | Покриття | Суперник                  | Рахунок             |
| ---- | --------------- | ------------------ | -------- | ------------------------- | ------------------- |
| 1.   | 21 травня 2006  | Загреб, Хорватія   | Ґрунт    | Даніель Ельснер           | 3–6, 6–7(3–7)       |
| 2.   | 10 вересня 2006 | Брашов, Румунія    | Ґрунт    | Марк Лопес Таррес         | 6–4, 3–6, 6–7(8–10) |
| 3.   | 5 травня 2007   | Рим, Італія        | Ґрунт    | Тьєррі Асьйон             | 3–6, 3–6            |
| 4.   | 1 липня 2007    | Констанца, Румунія | Ґрунт    | Себастьян Декуд           | 3–6, 3–6            |
| 5.   | 28 вересня 2008 | Бухарест, Румунія  | Ґрунт    | Сантьяго Вентура Бертомеу | 7–5, 4–6, 2–6       |
| 6.   | 5 квітня 2009   | Неаполь, Італія    | Ґрунт    | Пабло Куевас              | 3–6, 1–6            |
| 7.   | 8 серпня 2010   | Кіцбюель, Австрія  | Ґрунт    | Андреас Сеппі             | 2–6, 1–6            |
| 8.   | 11 червня 2011  | Кошиці, Словаччина | Ґрунт    | Зімон Гройль              | 2–6, 1–6            |